# Dienece
Dienece (in greco antico: Διηνέκης?, da διηνεκής, greco dorico, διανεκής, lett. "continuo, ininterrotto" ) fu uno degli opliti spartani che combatterono e morìrono nella celebre battaglia delle Termopili (480 a.C.) al fianco di re Leonida I (r. 493–480 a.C.), acclamato come il più coraggioso tra tutti i Greci che vi combatterono.
Erodoto ci racconta su Dienece un celebre aneddoto, aggiungendo poi che disse molte altre cose simili che lo resero indimenticabile:
(Erodoto, VII, 226)
Anche Plutarco, scrivendo centinaia di anni dopo, menziona questo commento nei suoi " Detti degli Spartani ", ma lo attribuisce a Leonida, il comandante in capo di Dienece. Secondo Plutarco, quando uno dei soldati si lamentò con Leonida che «A causa delle frecce dei barbari è impossibile vedere il sole», Leonida rispose: «Non sarebbe bello, allora, se avessimo l'ombra in cui combatterli?»  La frase laconica allora «combatteremo all'ombra» fu citata da successivi scrittori latini come Cicerone ( in umbra igitur pugnabimus  ) e Valerio Massimo ( in umbra enim proeliabimur  ).
La strada a est della Tomba di Leonida, nella moderna città di Sparta, collegante Θερμοπυλών e Ηρακλειδών, è dedicata a Dienece (οδός Διηνεκούς).

## Nella cultura popolare
- Dienece è uno dei personaggi principali del romanzo Le porte di fuoco (1998) di Steven Pressfield. Spicca per le sue battute memorabili e la sua arguzia che ricordano molto la storica «Combatteremo nell'ombra». Per tutto il libro l'autore allude al suo carattere umile e laborioso, che il narratore usa per spiegare le sue eccellenti capacità di leadership e la sua abilità nel combattimento come comandante di plotone. Il suo compito principale come ufficiale era «mettere a frutto il loro valore quando cedeva e frenare la loro furia quando minacciava di farli uscire dal controllo.» Viene descritto come un maestro e uno «studente della paura». Condivide la sua saggezza senza tempo nel corso del libro con il suo protetto. Nel corso del libro cerca di spogliare il combattimento del suo mistero affermando che «la guerra è lavoro» e che la preparazione alla guerra è l'attività più nobile e virtuosa. Egli predica che esiste una «forza che supera la paura» solo attraverso il raggiungimento e il rispetto delle virtù stabilite dalla legge spartana. Descrive anche l'abilità combattiva dei guerrieri che hanno toccato il sublime in battaglia. Cita il suo defunto fratello quando gli viene chiesto come abbia combattuto come un immortale e lui risponde: «Più virtù». Uno dei più profondi insegnamenti che condivide con i lettori è che «l'amore è l'opposto della paura».
- Dienece è interpretato da Michael Fassbender nel film 300 (2007) come Stelios. Appare in numerose scene del film e pronuncia la famosa battuta «Combatteremo nell'ombra». È un caro amico del re Leonida e di Astino, figlio del capitano Artemide e guerriero spartano.
- Dienece è un personaggio del videogioco Assassin's Creed: Odyssey (2018).